# Chen Yanqing

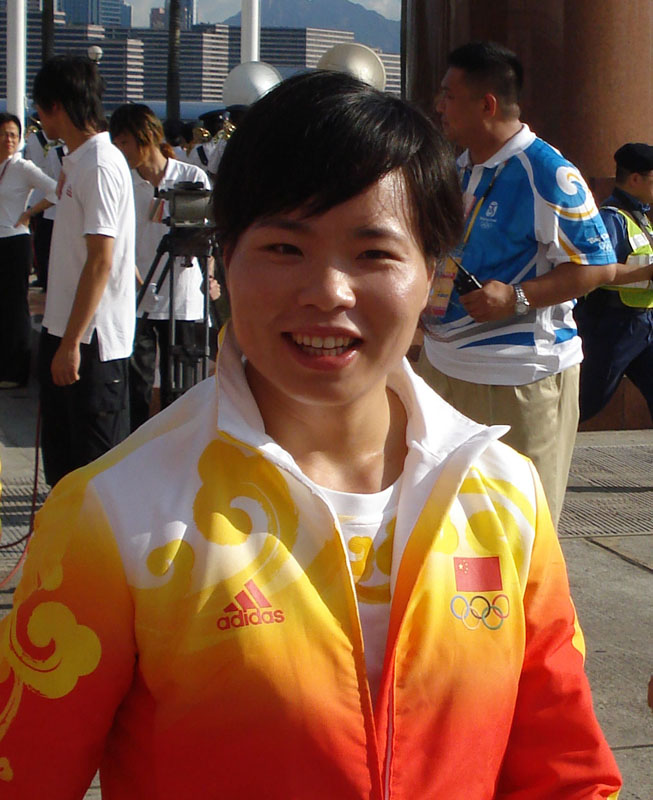
Chen Yanqing

Chen Yanqing (chinesisch 陳豔青 / 陈豔青, Pinyin Chén Yànqīng, * 5. April 1979 in Suzhou (Jiangsu)) ist eine chinesische Gewichtheberin.

## Werdegang
Chen stammt aus Suzhou in der Provinz Jiangsu. Sie begann schon mit 11 Jahren mit dem Gewichtheben. Nach regionalen Erfolgen im Jugendbereich wurde sie 1994 Mitglied der Provinzauswahl Jiangsu und ein Jahr darauf bereits Mitglied der chinesischen Nationalmannschaft. Mit 18 Jahren wurde sie erstmals Weltmeisterin in der Klasse bis 64 kg Körpergewicht. 1999 wiederholte sie diesen Erfolg in der Klasse bis 58 kg Körpergewicht. Bei den Olympischen Spielen 2000 in Sydney konnte sie nicht starten, weil die Volksrepublik China vom internationalen Gewichtheberverband bei sechs Gewichtsklassen bei den Frauen nur vier Startplätze erhielt. 2001 zog sie sich aus dem aktiven Sport zurück, studierte an der Universität von Suzhou und arbeitete außerdem als Trainerin in der Provinzauswahl. Vor den Olympischen Spielen in Athen packte sie aber wieder der Ehrgeiz und sie fing 2003 wieder mit dem Training an. Das Ergebnis war der Olympiasieg 2004 in der Klasse bis 58 kg Körpergewicht.
Am 11. August 2008 wiederholte Chen Yanqing in Peking ihren Olympiasieg in der Gewichtsklasse bis 58 kg Körpergewicht. Sie erzielte 106 kg im Reißen und 138 kg im Stoßen, insgesamt also 244 kg. Sie war damit die erste weibliche Gewichtheberin, der es gelang, zum zweiten Mal Olympiasiegerin zu werden. Sie hielt auch mit 140 kg viele Jahre lang den Weltrekord im Stoßen in der Gewichtsklasse bis 58 kg Körpergewicht.
Nach den Olympischen Spielen 2008 ging Chen Yanqing nach Kanada und studiert dort Sportmanagement.

## Internationale Erfolge/Mehrkampf
| Jahr | Platz | Wettbewerb                   | Gewichtsklasse |                                                                                       |
| 1997 | 1.    | WM in Chiangmai/Thailand     | bis 64 kg KG   | mit 220 kg, vor Chen Jui-Lien, Taiwan, 225 kg und Neelamsetty Laxmi, Indien, 217,5 kg |
| 1998 | 1.    | Universitäten-WM in Tel Aviv | bis 58 kg KG   | mit 220 kg, vor Maryse Turcotte, Kanada, 200 kg und Ou Yi-Hui, Taiwan, 185 kg         |
| 1998 | 1.    | Asien-Spiele in Bangkok      | bis 58 kg KG   | mit 220 kg, vor Ri Song-Hui, Nordkorea, 217,5 kg und K. Suta, Indonesien, 210 kg      |
| 1999 | 1.    | Junioren-WM in Savannah/USA  | bis 58 kg KG   | mit 232,5 kg, vor Fatma Kabadayi, Türkei, 195 kg und Sally Oates, USA, 182,5 kg       |
| 1999 | 1.    | WM in Athen                  | bis 58 kg KG   | mit 235 kg, vor Ri Song-Hui, 230 kg und Kuo Ping-Chun, Taiwan, 222,5 kg               |
| 2000 | 1.    | Asien-Spiele in Ōsaka        | bis 58 kg KG   | mit 230 kg                                                                            |
| 2004 | Gold  | OS in Athen                  | bis 58 kg KG   | mit 237,5 kg, vor Ri Song-Hui, 232,5 kg und Wandee Kameaim, Thailand, 230 kg          |
| 2006 | 1.    | Asien-Spiele in Doha         | bis 58 kg KG   | mit 251 kg, vor Wandee Kameaim, Thailand, 224 kg u. Pak Hyon Suk, Nordkorea, 224 kg   |
| 2008 | Gold  | OS in Peking                 | bis 58 kg KG   | mit 244 kg, vor Maria Schainowa, Russland, 227 kg und O Jong Ae, Nordkorea, 226 kg    |

## Medaillen Einzeldisziplinen
(seit 1988 werden bei Olympischen Spielen keine WM-Medaillen mehr vergeben)
- WM-Goldmedaillen: 1997, Stoßen, 130 kg – 1999, Reißen, 105 kg – 1999, Stoßen, 130 kg
- WM-Silbermedaillen: 1997, Reißen, 100 kg

## Nationale Wettkämpfe
(soweit bekannt)
| Jahr | Platz | Wettbewerb                | Gewichtsklasse |                                                                                      |
| 2005 | 1.    | chinesische Meisterschaft | bis 58 kg KG   | mit 255 kg (Weltrekord)                                                              |
| 2006 | 1.    | chinesische Meisterschaft | bis 58 kg KG   | mit 242 kg, vor Chen Xiuying, 233 kg und Hong Yonghong, 231 kg                       |
| 2008 | 1.    | chinesische Meisterschaft | bis 58 kg KG   | mit 245 kg (108–137), vor Liu Xia, 238 kg (105–133) u. Hong Maiqiu, 235 kg (100–135) |